# 美濃愛鄉協進會
美濃愛鄉協進會（英語：Meinung People's Association）是1990年代一個由鍾鐵民等美濃地區人士發起的非營利社會團體。

## 歷史
1992年年底，「第一次美濃水庫興建公聽會」正式揭開美濃水庫計畫案相關內容；此後，美濃反水庫運動開始醞釀。
1994年4月10日，在當地年輕人及士紳與臺灣社會各界支持下，「美濃愛鄉協進會」正式依照法律核准設立；該組織之設立宗旨為促進地方發展與提昇地區教育、社會、生態、農村及文化生活品質，並以「一場起於反水庫卻永無止盡的社區運動」為許諾。
2010年12月24日，美濃愛鄉協進會通過法人認證。

## 運作

### 活動
- 美濃黃蝶祭[7][8][9][10]
- 田園音樂節[11]

### 組織
該會由會員大會組成，並通過會員選出在地各界代表組成理監事會。

### 相關刊物
- 美濃《月光山》雜誌[6]
- 《野上野下手帖》[11]

### 相關團體
- 美濃國家自然公園推動委員會[12]
- 鍾理和文教基金會
- 高雄市旗美社區大學[13]
- 廣林社區發展協會「九芎林揚葉飛工作隊」
- 地球公民基金會[11]